# Indikační skica

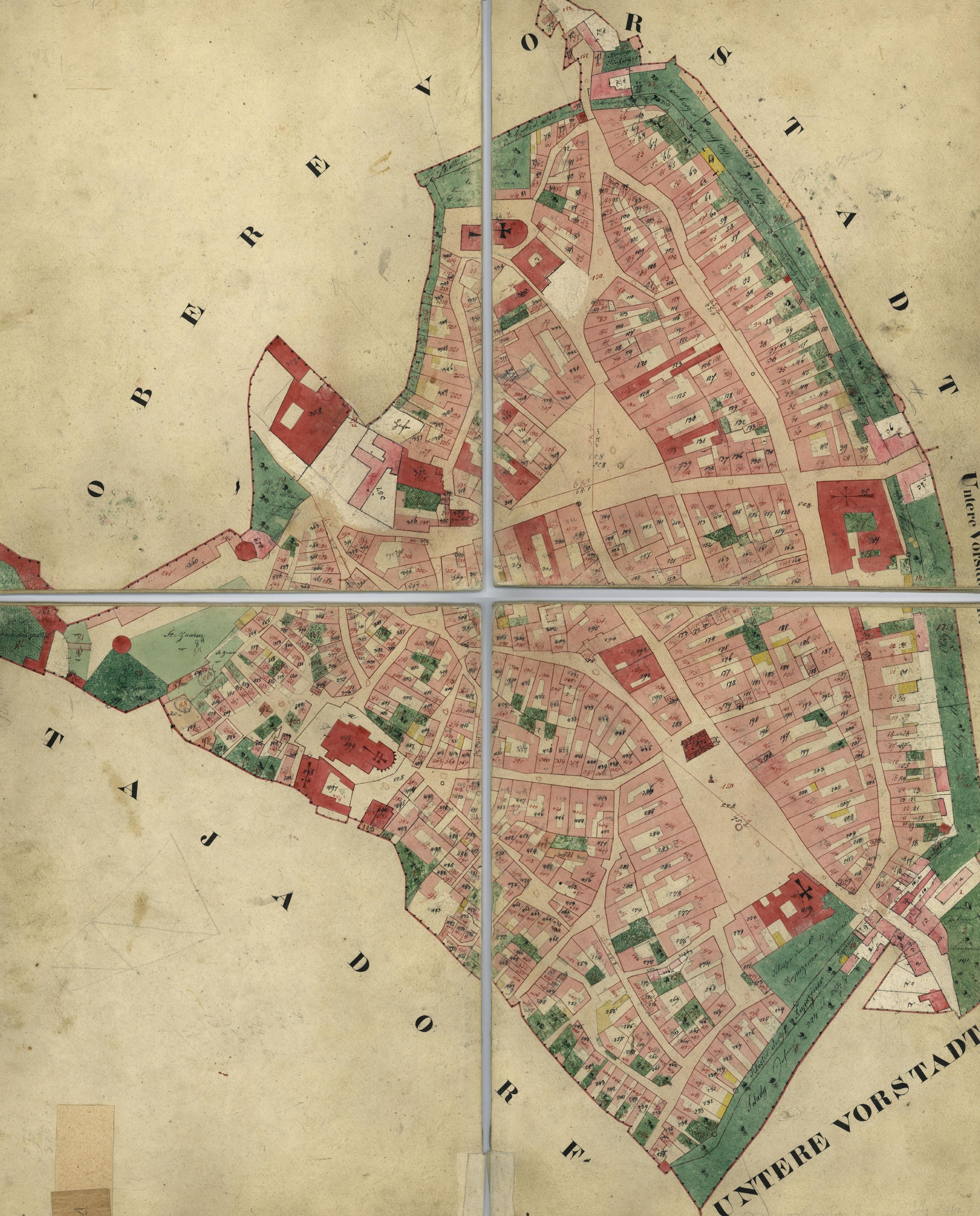
Znojmo na indikační skice

Indikační skica, též indikační skizza, také označovaná jako příruční mapa, německy pak Indikationsskizze, je jedním z produktů mapování stabilního katastru. Jedná se o zběžnou kopii originální mapy. Indikační skici vznikaly současně s podrobným měřením, které probíhalo v Čechách v letech 1826–1830 a 1837–1843, na Moravě a ve Slezsku v letech 1824–1830 a 1833–1836. Lze se však setkat i s indikačními skicami pozdějšího data vydání (většinou 70. léta 19. století) – jedná se o skici, které bylo třeba vyhotovit znovu, např. z důvodu úpravy katastrálních hranic, zakreslení nových objektů nebo dalších změn, které během uplynulých let nastaly.

## Tvorba
Stejně jako originální mapa, byla indikační skica vyhotovena v měřítku 1:2880, pouze pro skici protáhlých horských obcí mohlo být použito i měřítko 1:5760. Listy indikační skici vznikly rozdělením listu originální mapy na čtvrtiny. Pro snadnější používání v terénu byly podlepeny tvrdým kartonem. Indikační skici byly kresleny od ruky adjunktem nebo měřičským pomocníkem, avšak pod přímým dohledem geometra. Byly vyhotovovány souběžně s měřením, s použitím mapy i polního náčrtu.
Po skončení měření byla správnost indikace ověřena porovnáním indikační skici parcela po parcele se skutečností. Toto bylo provedeno za přítomnosti geometra, adjunkta, vrchnostenského úředníka, představených obce a dalších, místních poměrů znalých osob. Po revizi a opravě zjištěných chyb byla indikační skica na zadní straně podepsána vrchnostenským úředníkem a zástupci obce s doložkou: „Indikace, jak je zakresleno na této skice, sestávající z n čtvrtek, byla za přítomnosti podepsaných na místě a za pochůzky shledána správnou.“ Indikační skica se odevzdávala spolu s mapou.
K indikační skice byl přiložen náčrtek „Parzellirungs Croquis der Gemeinde…“ obsahující název obce s určením kraje a berního okresu. Tento náčrtek „přehledně znázorňoval celé území obce, pozemkové trati včetně jejich označení, klad a nomenklatury mapových listů, čísla mapových listů v rámci jednoho katastrálního území a trigonometrickou síť použitou při podrobném měření.“ Dále obsahoval tabulku „Parzellen Ausweis“, ve které byl uveden rozsah použitých parcelních čísel pro každou pozemkovou trať a také pro stavební parcely, vodní toky a cesty. Za náčrtkem „Parzellirungs Croquis der Gemeinde…“ následoval titulní list, který obsahoval název obce, určení kraje a berního okresu, nomenklaturu, rok vyhotovení skici a jméno měřiče a adjunkta.

## Účel a využití
Indikační skica sloužila k tomu, aby v zimních měsících mohla být dokončena mapa obcí zaměřených v létě. Používala se pro vyhotovování parcelních protokolů pro stavební i pozemkové parcely. Pokud nebyl k dispozici litografický otisk mapy, byla indikační skica využita také při vceňování (pozemková daň se určovala z čistého výnosu půdy).

## Obsah
Z hlediska polohopisu obsahují indikační skici hranice (obecní, držebnostní, hranice kultur, atd.), stavební objekty, komunikace, vodní toky a plochy, pevné body, hraniční mezníky a další objekty (viz původní legenda nebo též katalog objektů stabilního katastru Archivováno 20. 2. 2014 na Wayback Machine.).
Dále indikační skica obsahovala druhy kultur, z polního náčrtu do ní byly přeneseny následující údaje:
- jméno držitele,
- číslo domu,
- zákonná vlastnost půdy (D – dominikální, Ueb = Ueberlandgrund – půda přespolní),
- u lesů mohla být připojena zkratka St.R. (Stockrecht) a R.R. (Raumrecht),
- název tratě (trať = větší počet pohromadě jsoucích parcel, tratě byly také označovány jako hony, díly, nivy, atd.[5]),
- čísla parcelních kolíků.

Domovní čísla a čísla pozemkových parcel byla uvedena červeně, čísla stavebních parcel černě. Na každé měřené délce byla uvedena uvnitř parcely její míra. Revizní čáry byly vytaženy červeně, míry měřené řetězcem nebo odměřené na mapě se zapisovaly nad příslušnou přímku červeně, pokud nebylo místo nad přímkou, míra se zapsala pod ni. Kolíky přezkoušené revizorem, se označily krátkou červenou čárkou. Indikační skici jsou výrazně kolorované, barevné provedení je stejné jako u originálních map. Barvy byly voleny tak, aby mapy byly dobře srozumitelné, odpovídají tedy skutečné barvě zobrazovaných předmětů. Vodstvo je znázorněno modře, lesy tmavošedě, zahrady, louky a pastviny různými odstíny zelené, vinohrady fialově, apod. Stavební objekty byly rozlišené na spalné a nespalné. Nespalné budovy jsou znázorněny červenou barvou, hlavní vstup a průčelí je zvýrazněné zesílenou čárou; spalné budovy jsou znázorněny žlutě. Kromě barevných značek můžeme v indikačních skicách najít i černě psané zkratky, např. louky jsou označeny písmenem W (Wiese).

## Archivace
Indikační skica byla společně s originální mapou a protokoly uložena u zemské komise. Všechny indikační skici a protokoly patřící k jedné obci byly vloženy do jednoho svazku, ten byl na zadní straně označen jménem obce, číslem mapy a poznámkou, ve které mapové skříni a příhradě se mapy nachází. Svazky byly seřazeny po krajích (podle tehdejšího rozdělení existovalo v Čechách 16 krajů) v abecedním pořádku podle názvů obcí a uloženy v protokolových skříních.
V letech 1918 až 1919 byla většina českých indikačních skic předána z archivu map katastrálních do tehdejšího Archivu země České. V současnosti jsou indikační skici uloženy v Národním archivu v Praze, v Moravském zemském archivu v Brně a v Zemském archivu v Opavě. Některé indikační skici jsou uloženy i v jiných archivech v různých fondech a sbírkách.

## Dostupnost
Pro badatele jsou z většiny dochovaných indikačních skic ty uložené v Moravském zemském archivu v Brně, v Národním archivu a v Zemském archivu v Opavě zpřístupněny na webu Ústředního archivu zeměměřictví a katastru, zatímco například několik málo indikačních skic (z Bavorska Ottengrünu z roku 1841 u české hranice, z Čech Berouna z roku 1840, Bukova z roku 1843, Kamenné Lhoty bez datace, Rampuše z roku 1840, Žumberka z roku 1827 a intravilánu Bochova z roku 1841) uložených právě v Ústředním archivu zeměměřictví a katastru se nachází k osobnímu badání zájemců v jeho badatelně. Indikační skici z části území Moravy lze také prohlížet pomocí webové aplikace Moravského zemského archivu v Brně.